# Theristicus
Theristicus là một chi chim trong họ Threskiornithidae.